# 漢密爾頓 (音樂劇)
《漢密爾頓：一部美国音乐剧》（英語：Hamilton: An American Musical）是一部關於美國開國元勳亚历山大·汉密尔顿的通唱音樂劇，由林-曼努尔·米兰达編劇、作曲及填詞。這齣劇受到2004年朗·車諾所寫的傳記《亞歷山大·漢密爾頓》所啟發，评价与票房都取得了巨大成功。 
本劇2015年2月於外百老匯的公共劇院首演時售罄。在2015年8月登上百老匯的理察·羅傑斯劇院。劇作在百老匯收获熱烈好評以及空前的票房紀錄，獲得葛萊美獎最佳音樂劇專輯及普利策戏剧奖。外百老匯的演出贏得2015年戲劇桌獎（或譯：紐約戲劇獎）十四項提名，得到傑出音樂劇等七項獎項。百老匯的演出獲得破紀錄的十六項東尼獎提名，得到最佳音樂劇等十一項大獎。

## 製作背景
當米蘭達從正在上演的的熱門音樂劇《身在高地》抽身度假時，他在機場購買了由朗·車諾所撰寫的《亞歷山大·漢密爾頓》傳記。在讀完前面的幾個章節後，米蘭達已經開始設想如何將漢密爾頓的故事搬上音樂劇舞台，並尋找已經被搬上音樂劇舞台的版本。而他唯一能找到的就只有一齣於1917年完成的漢密爾頓故事劇本，此版本由喬治·亞利斯飾演漢密爾頓一角。
因此，米蘭達開始了名為《漢密爾頓先行版》的項目作品。在2009年5月12日，米蘭達本被邀請至白宮表演《身在高地》，然而，他卻以《漢密爾頓先行版》的一首歌取代了原本的節目——他以比較粗糙的形式演出了《亞歷山大·漢密爾頓》——也就是後來音樂劇漢密爾頓的開場歌舞。在那之後他又花了一年的時間致力於同樣出自本劇的歌曲——《My Shot》。
米蘭達在一場工作坊的製作上演出了這齣劇，並且在2013年7月27日，於瓦薩學院的閱讀節上正式命名為《漢密爾頓先行版》。該工作坊的作品由湯瑪斯·凱爾執導，艾力克斯·拉克馬擔任音樂指導。這場演出由第一幕整場與第二幕的前三首歌所組成，並且由拉克馬全程以鋼琴伴奏。
在原卡司裡，只有三個人演出了外百老匯的版本：米蘭達、德飛·迪格斯和克里斯多夫·傑克森。而大多數的外百老匯演員沿用至百老匯，只有喬治王三世一角由喬納森·格羅夫取代了原演員布萊恩·達西·詹姆斯。

## 评价

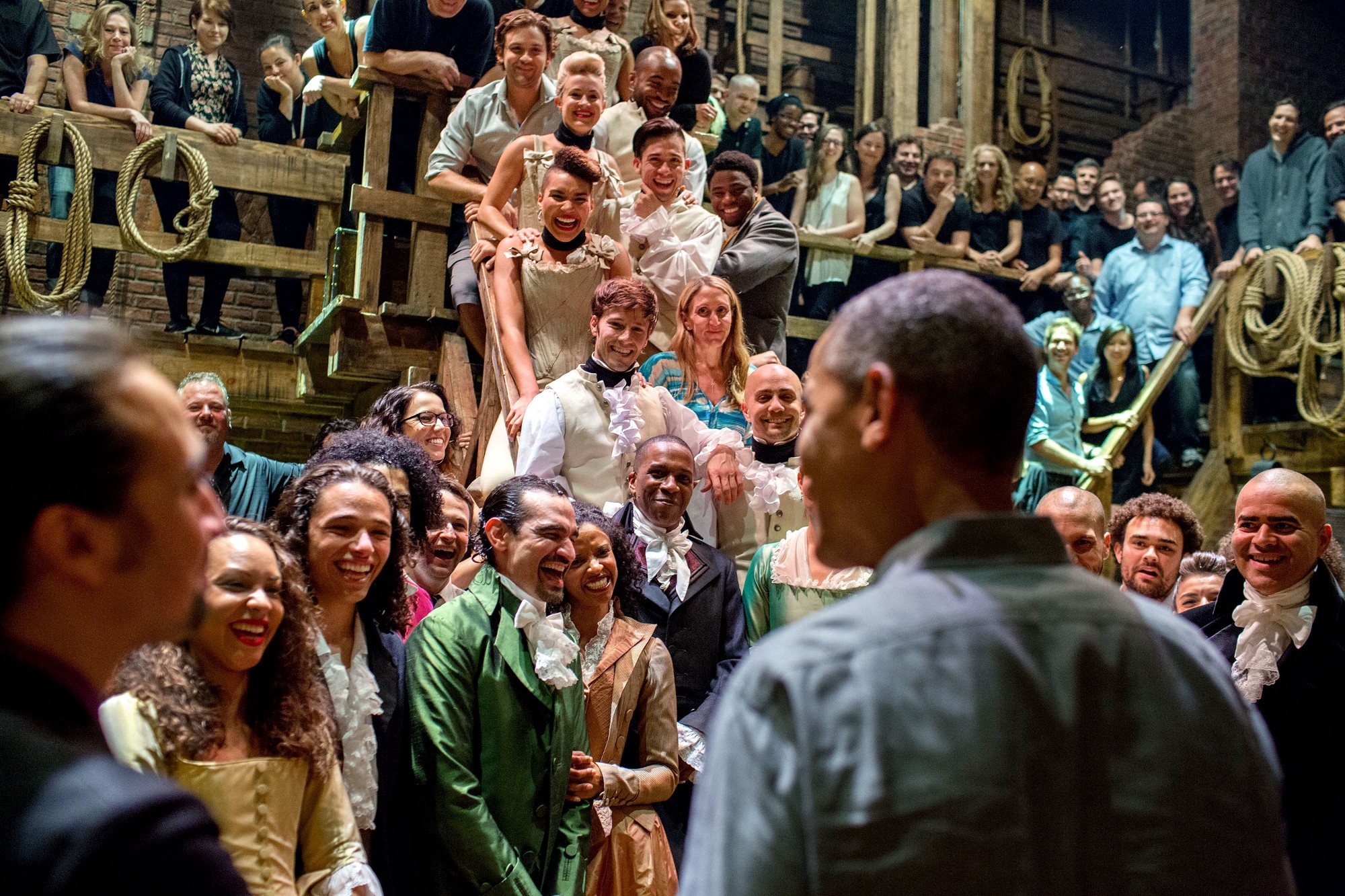
2015年7月18日，《汉密尔顿》的剧组成员迎接美国总统巴拉克·奥巴马。

本剧赢得了许多评论家的热烈好评。《综艺》杂志的玛丽莲·斯塔西奥（Marilyn Stasio）在关于外百老汇作品的评论中写道：“（本剧的）音乐令人兴奋，但歌词更是个大惊喜。（本剧）为每一个角色量身打造了各自唱白的质感与音色。由杰克逊饰演的一位庄严人物——乔治·华盛顿，演唱时用的是优美的散文······但在结尾，米兰达对于一个男人故事的激情叙述，则变成了对于一个国家的集体叙述，一个由移民所建立、偶尔需要提醒他们来自何方的国家”。
《经济学人》的一篇评论总结了对汉密尔顿的评价，称其为“近乎普遍的好评”。美国总统巴拉克·奥巴马开玩笑说，“对《汉密尔顿》的欣赏是唯一一件我和迪克·切尼都同意的事”。
《漢密爾頓》在華語界也產生了熱烈反響。《上海書評》刊有思想史學者李漢松的劇評，該文分析了《漢密爾頓》的藝術創舉，也在褒獎之餘指出其諸多意識形態潛臺詞，如自由主義的優績主義敘述、對漢密爾頓和拉法耶特‘移民’身份的杜撰、僅聘有色人種為演員可能間接導致的‘種族失明’、對漢密爾頓個人權利欲、代岳父家買賣奴隸和對婚姻不忠的洗白、以及原著和音樂劇爲了神話漢密爾頓而大量背離史實之處，提出應以批判視角欣賞此劇。

## 音樂劇電影
2020年2月3日，華特迪士尼影業宣佈以7500萬美元買下該音樂劇的現場錄像電影版本發行權，並宣佈將於2021年10月15日在電影院上映。2020年5月12日，該劇作者米蘭達表示，由於2019冠狀病毒疫情導致百老匯暫停所有演出，電影將提檔至2020年7月4日獨立日當天，但改爲直接上線Disney+。電影將采用於2016年在理查德·羅傑斯劇院演出時的錄像。

## 外部連結
- 官方网站
- 位於Internet off-Broadway Database的Hamilton